# Erik Schoefs
Erik Schoefs (Tongeren, 4 de enero de 1967) es un deportista belga que compitió en ciclismo en la modalidad de pista. Ganó una medalla de bronce en el Campeonato Mundial de Ciclismo en Pista de 1992, en la prueba de velocidad individual.
Participó en dos Juegos Olímpicos de Verano, en los años 1988 y 1992, ocupando el sexto lugar en Seúl 1988 en la prueba de velocidad.

## Medallero internacional
| Campeonato Mundial | Campeonato Mundial | Campeonato Mundial | Campeonato Mundial       |
| Año                | Lugar              | Medalla            | Competición              |
| ------------------ | ------------------ | ------------------ | ------------------------ |
| 1992               | Valencia (España)  | Medalla de bronce  | Velocidad individual (P) |